# Melgar de Fernamental
Melgar de Fernamental és un municipi de la província de Burgos, a la comunitat autònoma de Castella i Lleó.